# 曽我栄子
曽我 栄子（そが えいこ）は、日本の声楽家（ソプラノ）、オペラ歌手、音楽教育者。名前は曾我榮子、曾我栄子または曽我榮子という表記も見られる。

## 経歴
広島県出身。国立音楽大学声楽科卒業。同専攻科修了。田中伸枝、畑中良輔、中山悌一、エレン・ボゼニウスの各氏に師事。 
モーツァルト『魔笛』のパミーナでオペラ界にデビュー（ただし昭和音楽大学オペラ情報センターの記録では、一番古いものは1969年（昭和44年）1月の二期会ワーグナー『ラインの黄金』フライアである。ちなみに曽我がパミーナを演じた最初の記録は1973年（昭和48年）となっている）。以後モーツァルト『フィガロの結婚』伯爵夫人、『コシ・ファン・トゥッテ』フィオルディリージ、『ドン・ジョヴァンニ』ドンナ・アンナ、ワーグナー『タンホイザー』エリザベート、『ローエングリン』エルザ、リヒャルト・シュトラウス『ナクソス島のアリアドネ』アリアドネ、ウェーバー『魔弾の射手』アガーテ等に出演。特にドイツ系オペラにおいてプリマドンナとしての地位を築いてきた。また、團伊玖磨『夕鶴』つうでも円熟した歌唱力と演技力を発揮している。1998年（平成10年）には新国立劇場・二期会共催公演フンパーディンク『ヘンゼルとグレーテル』眠りの精をつとめた。 
NHK交響楽団をはじめとするオーケストラとの共演による宗教曲や声楽曲のソリストとしても、コンサートに多く登場している。ロブロ・フォン・マタチッチとのワーグナー 『ヴェーゼンドンクの5つの詩』、ヴォルフガング・サヴァリッシュとのベートーヴェン『ミサ・ソレムニス』メンデルスゾーン『エリヤ』、エリアフ・インバルとのヴェルディ『レクイエム』、フェルディナント・ライトナーとのハイドン『四季』ブラームス『ドイツ・レクイエム』、若杉弘とのリヒャルト・シュトラウス 『4つの最後の歌』、さらにはオトマール・スウィトナーやズデニェク・コシュラーその他との『第九』など、世界の名指揮者たちとの共演も数多い。また、1977年（昭和52年）12月6日東京文化会館において、フランツ・シュミット作曲オラトリオ『7つの封印の書』日本初演に出演（山口貴指揮、フィルハーモニー合唱団、東京交響楽団、丹羽勝海(T) 曽我栄子(S) 長野羊奈子(A) 田口興輔(T) 芳野靖夫(B) 島田麗子(Org)）。同曲の1979年（昭和54年）12月4日の再演もソプラノソロは曽我である。1985年（昭和60年）10月4日には広島の『平和コンサート2001』において團伊玖磨作曲・指揮による交響曲第6番『HIROSHIMA』初演（広島交響楽団） のソプラノソロを務める。1996年（平成8年）6月には、水戸室内管弦楽団定期演奏会『ナクソス島のアリアドネ』（若杉弘指揮）でタイトルロールを演じ、その成果に対し第24回ジロー・オペラ賞大賞を受賞。1997年（平成9年）6月にシャルル・デュトワ指揮のNHK交響楽団と共演。 
歌曲の分野においても、特にドイツ歌曲と日本歌曲を得意とし、リヒャルト・シュトラウスの全歌曲演奏（ピアノ：久邇之宜）に取り組むなど、多くのリサイタルを開催している。2010年（平成12年）10月《二期会ゴールデンコンサートVol.30 中山悌一 一周忌特別演奏会『ドイツリートの継承』》in 津田ホールでは、シューベルトやブラームスの歌曲を披露した。
瀧廉太郎記念全日本高等学校声楽コンクール審査員を歴任。元国立音楽大学教授。多くの門下生を育てている。
現在、国立音楽大学名誉教授。二期会会員。

## 主な受賞歴
- 1996年度（平成8年度）第24回ジロー・オペラ賞大賞

## 主なディスコグラフィー
- CD2枚組 マーラー ：交響曲第8番『千人の交響曲』/フォーレ ：レクイエム 東京都交響楽団 指揮：山田一雄、伊藤京子、曽我栄子、中沢桂、酒井美津子、大賀典雄、酒井多賀志、湘南合唱連盟、東京メトロポリタン合唱団 2008/11/5 ソニー・ミュージックジャパンインターナショナル
- CD ワーグナー名演集 : ジークフリートの牧歌・楽劇『神々のたそがれ』から 大阪フィルハーモニー交響楽団 指揮：朝比奈隆、曽我栄子 2001/11/29 キングレコード
- CD ブラームス：ドイツ・レクイエム 指揮：ヘルベルト・ケーゲル、曽我栄子、芳野靖夫、三菱商事コーラス同好会、松原混声合唱団、湘南市民コール、早稲田大学コール・フリューゲル、合唱指揮：関屋晋、NHK交響楽団（1983年9月28日、NHKホール） 2004/12/22 キングレコードKICC3060